# 陶翰
陶翰（？—？），潤州丹陽縣（今属江苏）人。
開元十八年（730年）崔明允榜進士，十九年擢博学宏词科。試題《冰壺賦》，以“清如玉壶冰，何惭宿昔意”为韵，授華陰丞。天宝中入朝任大理评事，历任太常博士，終官禮部員外郎，天寶末以疾辭官。生卒年皆不詳，大曆五年可能尚在世。有《陶翰集》一卷，已佚。《全唐诗》存诗1卷。